# Маранчала
Маранчала (груз. მარანჭალა) — село в Грузии, на территории Абашского муниципалитета края (мхаре) Самегрело-Верхняя Сванетия.

## География
Село находится в западной части Грузии, на правом берегу реки Цхенисцкали, на расстоянии приблизительно 5 километров (по прямой) к востоко-юго-востоку от города Абаша, административного центра муниципалитета. Абсолютная высота — 29 метров над уровнем моря.

## Население
По результатам официальной переписи населения 2014 года в Маранчале проживал 631 человек (291 мужчина и 340 женщин). В национальной структуре населения грузины составляли 99,4 %.
| Год  | Население, человек |
| ---- | ------------------ |
| 2002 | 267                |
| 2014 | ↗ 631              |